# Mountain View (Missouri)
Mountain View és una població dels Estats Units a l'estat de Missouri. Segons el cens del 2000 tenia 2.430 habitants.

## Demografia
Segons el cens del 2000, Mountain View tenia 2.430 habitants, 1.051 habitatges, i 649 famílies. La densitat de població era de 255 habitants per km².
Dels 1.051 habitatges en un 28,7% hi vivien nens de menys de 18 anys, en un 47,5% hi vivien parelles casades, en un 12,7% dones solteres, i en un 38,2% no eren unitats familiars. En el 35,8% dels habitatges hi vivien persones soles el 20,4% de les quals corresponia a persones de 65 anys o més que vivien soles. El nombre mitjà de persones vivint en cada habitatge era de 2,23 i el nombre mitjà de persones que vivien en cada família era de 2,88.
Per edats la població es repartia de la següent manera: un 24,7% tenia menys de 18 anys, un 8,3% entre 18 i 24, un 23,6% entre 25 i 44, un 20,3% de 45 a 60 i un 23% 65 anys o més.
L'edat mediana era de 40 anys. Per cada 100 dones de 18 o més anys hi havia 73,7 homes.
La renda mediana per habitatge era de 22.308 $ i la renda mediana per família de 28.239 $. Els homes tenien una renda mediana de 20.104 $ mentre que les dones 17.727 $. La renda per capita de la població era de 14.022 $. Entorn del 19,3% de les famílies i el 24,3% de la població estaven per davall del llindar de pobresa.

## Poblacions més properes
El següent diagrama mostra les poblacions més properes.